# István Bárány
Dans le nom hongrois Bárány István, le nom de famille précède le prénom, mais cet article utilise l’ordre habituel en français István Bárány, où le prénom précède le nom.
István Bárány (20 décembre 1907 – 21 février 1995) est un nageur hongrois.

## Palmarès

### Jeux olympiques
- Jeux olympiques d'été de 1924 à Paris (France) :
  - Demi-finale du 100 m nage libre en 1 min 8 s, non qualifié pour la finale[1],[2].
- Jeux olympiques d'été de 1928 à Amsterdam (Pays-Bas) :
  -  Médaille d'argent de l'épreuve du 100 m nage libre[3],[4],[5].
  - Quatrième du relais 4 × 200 m nage libre[6].
- Jeux olympiques d'été de 1932 à Los Angeles (États-Unis) :
  -  Médaille de bronze du relais 4 × 200 m nage libre.

### Championnats d'Europe
- Championnats d'Europe 1926 à Budapest (Hongrie) :
  -  Médaille d'or du 100 m nage libre.
  -  Médaille d'argent du relais 4 × 200 m nage libre.
- Championnats d'Europe 1927 à Bologne (Italie) :
  -  Médaille d'argent du 100 m nage libre.
  -  Médaille de bronze du relais 4 × 200 m nage libre.
- Championnats d'Europe 1931 à Paris (France) :
  -  Médaille d'or du 100 m nage libre.
  -  Médaille d'or du 400 m nage libre.
  -  Médaille d'or du relais 4 × 200 m nage libre.